# Тайны
«Тайны» (фр. Secrets) — французский фильм 1943 года режиссёра Пьера Бланшара, первая из всего двух его работ в кино как режиссёра, адаптированная экранизация пьесы И. С. Тургенева «Месяц в деревне».

## Сюжет
В большом доме в сельской местности в Провансе, богатая семья - Пьер и его жена Мария-Тереза, принимают, как и каждое лето, своего друга Рене. Одновременно, для своего сына на время каникул репетитором нанимают студента Мишеля, у которого вскоре у завязывается роман с юной Клэр — приехавшей погостить крестницей Марии-Терезы. Мария-Тереза, хотя и состоит в тайной связи с Рене, также влюбляется в молодого студента…

## В ролях
- Пьер Бланшар — Рене
- Мари Деа — Мария-Тереза
- Карлетино — Питу, её сын
- Жак Дюмениль — Пьер, её муж
- Сьюзи Кэрриэр — Клэр, её крестница
- Маргарит Морено — мадам Августина
- Жильбер Жиль — Мишель
- Мадлен Жофруа — Агата
- Эжен Шевалье — Винсент
- Макс Дальбан — монсеньор Амаду
- Женевьева Морел — Магали

## О фильме
Фильм снят во время оккупации Франции нацистами, при режиме Виши. Это режиссёрский дебют популярного актёра Пьера Бланшара — активного деятеля Движения Сопротивления во Франции. Для обхода цензуры пьеса Тургенева была адаптирована — действие перенесено в современную Францию и герои не русские, а французы:

Ещё в 1942 году Пьер Бланшар решил перейти к постановке фильма экранизации «Месяц в деревне», самой известной пьесы Тургенева, русского романиста и драматурга, в которой цензура не могла ни в чем его упрекнуть … эта адаптация с современными французскими персонажами, то есть одетыми по современной моде, но явно вне реального времени.
Оригинальный текст (фр.)Toujours en 1942 , Pierre Blanchar décida de passer à la mise en scène de film avec une adaptation d'Un mois à la campagne, la  pièce la plus connue de Tourgueniev, romancier et dramaturge russe auquel les censures ne pouvaient rien reprocher. Cette adaptation, dialoguée par Bernard Zimmer, devint Secrets, dans un château et des décors naturels de la . région d ' Arles, avec des personnages français modernes, c'està - dire vêtus à la mode contemporaine, mais évidemment .hors du temps réel
— La France de Pétain et son cinéma / Jacques Siclier. - H. Veyrier, 1981. - 460 p. - page 341
Наряду с французскими кинематографистами в работе над фильмом приняли участие русские эмигранты: художник по костюмам — Юрий Анненков, а художником по декорациям вместе с Жан Пьером (Jean Perier) был Сергей Пименов (Serge Piménoff). В этой связи стоит отметить, что помощник режиссёра — Роже Меркантон (Roger Mercanton) — муж сестры Владимира Познера.
Съёмки велись на натуре — в замке в регионе Арль, Прованс. Рабочее название фильма было «Безумное лето» («Le fol été»), некоторое время Пьер Бланшар размышлял о сохранении первоначального названия фильма по названию пьесы — «Месяц в деревне», однако, назвал фильм «Secrets».
Премьера фильма состоялась во Франции 17 марта 1943 года.

## Критика
Известный кинокритик Андре Базен к недостаткам фильма отнёс адаптационный сценарий — фрагментарность развития сюжета, заметив, что хотя литературная основа умело обработана, но «контрапунктическая» техника повествования ослабила драматическую силу истории, но в целом назвал фильм качественной работой:

Мы находим в режиссуре Пьера Бланшара и в общей непрерывности фильма качество науки об эллипсисе и ракурсе, гибкое соединение образов, сопровождаемое на этот раз неопределенно наивным и раздражающим качеством (мы специально думаем о пугающей наивности последних кадров, в которых мы видим, как душа Мишлин Пресл воссоединяется с душой Бланшара посреди картонного сада, утопающего в элегическом тумане). Декорации Пименова не всегда позволяют нам забыть о фиброцементе и штукатурке, из которых они сделаны. Музыкальная партитура Артура Онеггера не банальна, но несколько выразительна. Короче говоря, качественный фильм, который можно смотреть с удовольствием, но который занимает свое место в норме французского кинопроизводства с слишком заметным самодовольством!
Оригинальный текст (англ.)We find in Pierre Blanchar ' s direction and in the film ' s overall continuity the qualities of Secrets 2: the science of ellipsis and foreshortening , a supple linking of images , accompanied this time again by an indefinably naive and irritating quality ( We are specifically thinking of the dismaying naivete of the last shots , in which we see the soul of Micheline Presle rejoin that of Blanchar in the middle of a pasteboard garden awash in elegiac mists . ) Piménoff ' s sets do not always allow us to forget the fibrocement and stucco of which they are made . Arthur Honegger ' s musical score is not commonplace , but a little emphatic . In short , a quality film that can be seen with pleasure but that takes its place in the norm of French production with a much too visible complacency ! 
— French Cinema of the Occupation and Resistance: The Birth of a Critical Esthetic / André Bazin. - F. Ungar Publishing Company, 1981. - 166 p. - page 52-53
При этом критикой обращено внимание на своеобразное отступление от текста пьесы в финале фильма:

Оригинальность «Тайн» Бланшара (1942) двояка: во-первых, его верность оригинальной пьесе Тургенева означает, что нам предлагается сельская семейная хроника, не имевшая в то время эквивалента, снятая на натуре в старом провансальском особняке; во-вторых, последняя часть фильма занята длинным и буквально сюрреалистическим повествованием о сновидениях, в ходе которого Мари-Тереза (Деа) в весёлой иконоборческой манере разыгрывает все желания, которые ей приходится подавлять в реальной жизни. В результате пафосный и сдержанно моралистический финал не может восприниматься всерьез, а ангельская кротость Мари-Терезы, по—видимому, скрывает очень мощные силы.
Оригинальный текст (англ.)The originality of Blanchar’s Secrets (1942) is twofold: first, his faithfulness to Turgenev’s original play means we are are offered a rural family chronicle that had no equivalent at the time, shot on location in an old Provençal mansion; second, the last part of the movie is taken up by a lengthy and literally Surrealist dream narrative, in the course of which Marie-Thérèse (Déa), in merrily iconoclastic fashion, acts out all the desires she has to repress in real life. As a result, the pathos-laden and discreetly moralistic ending cannot be taken seriously, and Marie-Thérèse’s angelic gentleness seems to conceal very powerful drives.
— Noël Burch, Geneviève Sellier — The Battle of the Sexes in French Cinema, 1930—1956. — Paris: Nathan, 1996. — page 158